# Бхикшу

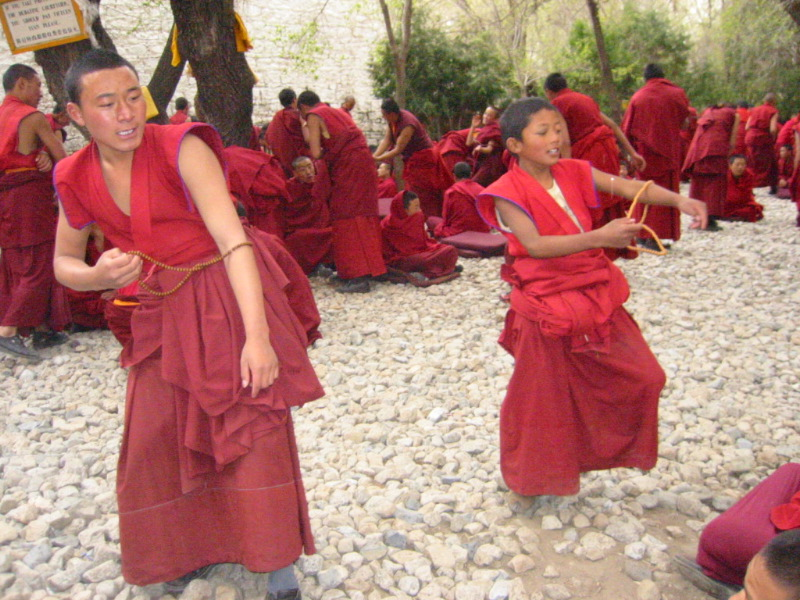
Тибетские монахи во время ритуального диспута

Бхи́кшу (санскр. भिक्षु; пали: бхиккху; тайск. ภิกษุ; тиб. དགེ་ལོང་, Вайли dge long — гелонг; калм. гелң; монг. гэлэн) — в буддизме — высшая степень монашеского посвящения. Монахи-бхикшу соблюдают свыше 220 обетов Винаи, основанных на принципе Личного освобождения.

## Обзор
Термин бхикшу происходит от санскр. भिक्ष्, бхикш — «просить милостыню, подаяние») и таким образом означает «живущий на подаяние». Будда в Дхаммападе утверждает:

Не становится он бхикшу только из-за подаянья

Лишь накинув внешний образ, бхикшу подлинным не станет.

Тот, кто зло превозмогает как в великом, так и в малом,

Бхикшу истинным зовётся, зло любое победивши.

Согласно буддийским преданиям, первым бхикшу стал Каундинья (Конданнья), один из ранних учеников Гуатамы Будды.
Для того, чтобы стать полноправным членом сангхи (буддийской монашеской общины), человек принимает 227 указанных в Винае обетов (количество и толкования смысла некоторых из них в разных традициях весьма различаются). Новопосвящённый монах или монахиня держат только 36 обетов. Минимальный возраст принятия обета бхикшу — 21 год.

## Обеты и посвящения
Несмотря на то, что термины «монах» и «монахиня» достаточно адекватно применимы к буддийским реалиям, порядок посвящения в буддийские монахи имеет ряд существенных отличий. В целом, следование системе пратимокши начинается с принятия немонашеского, мирского пятеричного обета упасаки (саскр upāsaka/upāsikā; тиб. དགེ་བསྙེན།dge snyan/དགེ་བསྙེན་མ།dge snyan ma — геньен / геньенма; мирянин/мирянка).

### Правраджья (рабджунг)
Первый из собственно монашеских обетов пратимокши (санскр. pravrajya, тиб. rab byung — рабджунг, монг. ба́нди), может приниматься начиная с шести лет. Предварительно кандидат отвечает на ряд вопросов, направленных на убеждение посвящающего в отсутствии у него препятствий для монашеской жизни. Дополнительно к обетам мирянина посвящаемый получает ещё три; в процессе церемонии получая необходимые атрибуты: монашеское облачение, чашу для подаяния и др. Статус в целом сравним с христианским послушником.

### Шраманера (гецул)
В четырнадцать лет правраджья получает право на посвящение шраманеры (санскр. śrāmaṇera/śrāmaṇeri, тиб. dge tshul/dge tshul ma — гецул / гецулма), включающее принятие 36 обетов.

### Бхикшу (гелонг)
По исполнении 21 года шраманера может стать полностью посвящённым монахом (санскр. Bhikṣu/Bhikṣuṇīs, тиб. dge long/dge long ma — гелонг / гелонгма), приняв 253 обета. В традиции тибетского буддизма линия передачи обетов полностью посвящённой монахини — гелонгмы — была утеряна, хотя в последнее время и имеют место отдельные попытки заимствования её из сторонних традиций.

## Монашество в Махаяне
В школах Махаяны монашеская практика считается низшей по отношению к практике бодхисаттвы, и поэтому первая рассматривается лишь как этап, предваряющий вторую, а не в качестве самодостаточной ценности.

### Тибет
В Тибете первая община гелонгов появилась во время царя Сонгцен Гампо, и достигла значительной численности при Трисонг Децене. Монашество активно развивалось в рамках школы сакья, было положено в основу практики в основанной Атишей школе кадам, и достигло расцвета в произошедшей от неё школе гелуг.
В школах ньингма и кагью, основанных мирянами, монашество также достигло широчайшего распространения, хотя в них продолжали существовать практики, несовместимые с монашскими обетами (напр., Хеваджра, отвергнутый Цонкапой именно по этой причине).

### Япония
Основатель школы Тэндай в Японии, Сайтё, добился упразднения монашества в пользу принятия обетов бодхисаттвы, основываясь на апокрифической Брахмаджаласутре. Таким образом, адепты школы Тендай только условно могут именоваться монахами.
Имевший распростренение в европейской литературе термин «бонза» для обозначения буддийских монахов также имеет японское происхождение. Постольку бонза — это лишь старшина храма, термин был признан некорректным.

## Некоторые известные бхикшу
- Виджняна Бхикшу
- Нанавира Тхера